# Johan Wahjudi
Johan Wahjudi  (* 10. Februar 1953 in Malang; † 15. November 2019, vormals bekannt als Ang Yu Liang) war ein indonesischer Badmintonspieler. Er war einer der bedeutendsten Doppelspieler in dieser Sportart in den 1970er Jahren.

## Karriere
Nach Turniersiegen in der Saison 1972/1973 in Dänemark und Deutschland trumpfte Wahjudi 1974 groß auf. Er gewann die Asienspiele mit Tjun Tjun im Herrendoppel, die All England und die Denmark Open.
1973, 1976 und 1979 siegte er mit dem indonesischen Team im Thomas Cup. Bei der 1. Badminton-Weltmeisterschaft 1977 wurde Wahjudi Weltmeister im Herrendoppel, einmal mehr mit Tjun Tjun.

## Erfolge
| Saison    | Veranstaltung     | Disziplin    | Platz | Name                      |
| --------- | ----------------- | ------------ | ----- | ------------------------- |
| 1972/1973 | Denmark Open      | Herrendoppel | 1     | Tjun Tjun / Johan Wahjudi |
| 1972/1973 | German Open       | Herrendoppel | 1     | Tjun Tjun / Johan Wahjudi |
| 1973      | All England       | Herrendoppel | 2     | Tjun Tjun / Wahjudi       |
| 1973/1974 | Denmark Open      | Herrendoppel | 1     | Tjun Tjun / Johan Wahjudi |
| 1974      | Asienspiele       | Herrendoppel | 1     | Tjun Tjun / Johan Wahjudi |
| 1974      | All England       | Herrendoppel | 1     | Tjun Tjun / Johan Wahjudi |
| 1974/1975 | Denmark Open      | Herrendoppel | 1     | Tjun Tjun / Johan Wahjudi |
| 1975      | All England       | Herrendoppel | 1     | Tjun Tjun / Johan Wahjudi |
| 1976      | All England       | Herrendoppel | 3     | Tjun Tjun / Johan Wahjudi |
| 1977      | Weltmeisterschaft | Herrendoppel | 1     | Tjun Tjun / Johan Wahjudi |
| 1977      | All England       | Herrendoppel | 1     | Tjun Tjun / Johan Wahjudi |
| 1978      | All England       | Herrendoppel | 1     | Tjun Tjun / Johan Wahjudi |
| 1979      | All England       | Herrendoppel | 1     | Tjun Tjun / Johan Wahjudi |
| 1980      | All England       | Herrendoppel | 1     | Tjun Tjun / Johan Wahjudi |
| 1981      | All England       | Herrendoppel | 2     | Tjun Tjun / Wahjudi       |